# 16. San-marinesisches Kabinett
Das 16. Kabinett setzte sich aus Partito Democratico Cristiano Sammarinese (PDCS), Partito Socialista Sammarinese (PSS) und Movimento Libertà Statuarie (MLS) zusammen und regierte San Marino vom 27. März 1973 bis zum 11. November 1974. Der PDCS stellte sieben, der PSS zwei und der MLS einen Minister.
Seit den Auseinandersetzungen von Rovereta im Jahre 1957 hatten die Christdemokraten und der Partito Socialista Democratico Independente Sammarinese (PSDIS) gemeinsam regiert. Anfang 1973 endete die Zusammenarbeit, die von zunehmendem Misstrauen zwischen den Partnern geprägt war, und das Kabinett reichte am 2. Februar 1973 den Rücktritt ein. Nach mehrwöchigen Verhandlungen einigten sich PDCS, PSS und MLS auf eine neue Regierung. Damit begann eine bis 1983 dauernde Phase der Zusammenarbeit von Christdemokraten und Sozialisten, die teilweise zusammen mit weiteren Koalitionspartnern die Regierung bildeten.

## Liste der Minister
Die san-marinesische Verfassung kennt keinen Regierungschef, im diplomatischen Protokoll nimmt der Außenminister die Rolle des Regierungschefs ein.
| Amt                  | Minister             | Partei | Amtszeit                           |
| -------------------- | -------------------- | ------ | ---------------------------------- |
| Auswärtiges          | Gian Luigi Berti     | PDCS   | 27. März 1973 – 11. November 1974  |
| Inneres              | Giuseppe Lonfernini  | PDCS   | 27. März 1973 – 11. November 1974  |
| Finanzen             | Remy Giacomini       | PSS    | 27. März 1973 – 11. November 1974  |
| Tourismus            | Federico Bigi        | PDCS   | 27. März 1973 – 11. November 1974  |
| Justiz               | Leo Marino Dominici  | MLS    | 27. März 1973 – 30. April 1974     |
| Justiz               | Renzo Bonelli        | MLS    | 30. April 1974 – 11. November 1974 |
| Öffentliche Arbeiten | Gian Vito Marcucci   | PDCS   | 27. März 1973 – 11. November 1974  |
| Bildung              | Ferruccio Piva       | PDCS   | 27. März 1973 – 11. November 1974  |
| Gesundheit           | Giordano Bruno Reffi | PSS    | 27. März 1973 – 11. November 1974  |
| Arbeit               | Pietro Reffi         | PDCS   | 27. März 1973 – 11. November 1974  |
| Landwirtschaft       | Francesco Valli      | PDCS   | 27. März 1973 – 11. November 1974  |

### Bemerkungen
1. ↑  Segretario di Stato per gli Affari Esteri e Politici
2. ↑  Segretario di Stato per gli Affari Interni
3. ↑  Segretario di Stato per le Finanze, il Bilancio e la Programmazione
4. ↑  Deputato per il Turismo, lo Sport e lo Spettacolo
5. ↑  Deputato per la Giustizia
6. ↑  Deputato per il Lavori Pubblici e le Communicazioni
7. ↑  Deputato per la Pubblica Istruzione e la Cultura
8. ↑  Deputato per la Previdenza, la Sicurezza Sociale, l’Igiene e la Sanità
9. ↑  Deputato per il Lavoro, l’Artigianato e il Commercio
10. ↑  Deputato per l’Agricultura e l’Industria

## Veränderungen
- am 30. April 1974 ersetzte Renzo Bonelli den zurückgetretenen Justizminister Leo Marino Dominici